# Peter Senge

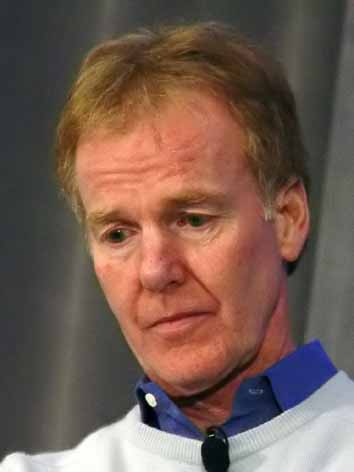
Peter Senge

Peter Senge a Massachusetts Institute of Technology tanára, a Szervezeti Tanulás Társaság megalapítója és vezetője, a rendszerdinamikán alapuló rendszergondolkozás első tanítója, adjunktus.
Peter Senge a tanuló szervezetet a céljaik elérésének érdekében saját képességeiket folyamatosan fejlesztő csoport tagjaiként írja le. A Journal of Business Strategy  1999. szeptember/októberi számában a „Század Stratégistájá”-nak nevezte őt aki a „mai üzletvezetés kifejlesztését leginkább befolyásolta”. Az általa vezetett társaság egy globális közösség, melyben a részt vevő vállalatok, kutatók és tanácsadók közösen elkötelezik magukat hogy a „képességeiket  folyamatosan növeljék, a legmagasabb törekvéseik elérése és különbségeik gyümölcsöző feloldása érdekében”. Elmélete az emberi értékeket helyezi a munkahely sarokkövének, azt tanítva, hogy cél megfogalmazása, a szándék, a gondolkodási képesség és rendszergondolkodás a szervezetek lehetőségei valóra váltásának elengedhetetlen feltétele. Különös érdeklődését a szervezetek vezetés-szerepének decentralizálására fordítja, annak érdekében hogy a szervezet minden tagja növelhesse a közös cél érdekében való önálló munkálkodás hatékonyságát. Legismertebb könyve az 1990-ben kiadott Az Ötödik Alapelv: a Tanuló Szervezet Művészete és Gyakorlata, melyben továbbítja a szervezetek merev rangszervezetének rugalmasabbá, és érzékenyebbé való alakításához szükséges ismeretanyagot, azaz a rendszerelméletek elvont gondolatait a gazdasági- és szervezeti változást létrehozó hatékony eszközeivé alakítja.

## Külső hivatkozások
- Peter Senge[halott link]
- Szervezeti Tanulás Társaság
- Stanford Learning Organization Web (SLOW)
- Peter Senge életrajza
- Peter Senge és a Tanuló Szervezet
- www.foti-peter.hu - magyar nyelvű írások demokratikus iskolákról, amik Peter Senge szellemében működnek